# Anju Bobby George
Anju Bobby George, född den 19 april 1977 i Cheeranchira, är en indisk friidrottare som tävlar i längdhopp.
Bobby Georges genombrott kom när hon blev bronsmedaljör vid Samväldesspelen 2002 med ett hopp på 6,49. Vid VM 2003 i Paris blev hon bronsmedaljör med ett hopp på 6,70. Hon blev därmed den första indiska VM-medaljören i friidrott någonsin. Hon var även i final vid Olympiska sommarspelen 2004 och slutade där på en sjätte plats med ett hopp på 6,83.
Vid VM i Helsingfors 2005 var hon i final och slutade då på en femte plats med ett hopp på 6,66. Vid Asiatiska mästerskapen 2005 i Incheon, Sydkorea blev hon mästare med ett hopp på 6,66. 
Hon deltog vidare vid Samväldesspelen 2006 där hon blev sexa med ett hopp på 6,54. Vid VM 2007 slutade hon på en nionde plats efter att ha hoppat 6,53.

## Personliga rekord
- Längdhopp - 6,83
- Tresteg - 13,67